# MEAP
MEAP는 Mobile Enterprise Application Platform의 약자로 스마트폰의 성장과 함께 모바일오피스 시장에서 사용되는 키워드이다.
 MEAP는 아래의 엔터프라이즈 모빌리티 환경에서 발생하는 다양한 문제들을 해결하기 위해 방법을 제공하는 것을 최종 목적으로 한다.
모바일 그룹웨어
- 영업지원시스템(SFA)
- 사업현장 지원 시스템(FFA)
- 모바일업무포털(EP)
- 고객관리 시스템(CRM)
- 금융, 물류유통, 제조, 서비스 등의 산업 전반

2. MEAP의 필요성
MEAP솔루션의 경우 필요성은 재활용성과 비용절감이라는 키워드로 설명이 되는데,

MEAP는 다수의 애플리케이션들에게 모바일 환경에서 적용하기 위한 플랫폼을 제공함으로써 
다양한 단말(안드로이드, iOS)에서 다수의 애플리케이션이 공유를 통해 동작할 수 있도록 하는 것이다.

3. MEAP의 요건
MEAP는 다음과 같은 편의성을 제공해야 한다.
- One Source Multi-use와 Any Device Any Platform의 개념으로
단 한번의 개발로 다양한 디바이스와 다양한 OS에 대한 적용이 가능해야 한다.
물론 기존 산업용PDA의 환경까지 동시에 지원해야 한다.
- 다양한 단말기에 대한 모바일 화면을 지원해야 한다.
- 테스트와 연동을 위하여 시뮬레이터를 제공해야 한다.
- 하이브리드 앱 뿐만 아니라 웹앱, 네이티브 앱까지 만들 수 있어야 한다.
- 모바일에 대한 프로그램 뿐만 아니라 PC용 프로그램까지 개발할 수 있도록 해야 한다.
- 관리기능 및 보안기능(MDM)을 제공함으로써, 단말들을 효율적으로 관리 및 제어할 수 있어야 하고 단말기 
분실 및 해킹에 대한 대안이 있어야 한다.
- 백엔드 통합 기능을 제공함으로써, 기존의 비즈니스 로직과의 연동 기능을 제공해야 한다.
또한, 아주 쉽게 기존의 방대한 DB를 아주 쉽게 연동할 수 있어야 한다.
- 플랫폼의 확장성과 유연성을 제공함으로써 비즈니스 로직 등을 누구나 쉽게 파악할 수 있도록 해야하며,
난해한 코딩으로 개발을 하게 되면 업무를 인수인계 받고 나서 파악 및 수정이 어려우니, 쉽게 알고 수정할 수 있도록 플랫폼에서 기능을 제공해야 한다.

4. 플랫폼(네이티브앱, 하이브리드앱 통합개발 가능)이 아닌 단순한 프레임워크(하이브리드앱 개발만 가능)에서 제공하는 하이브리드 앱의 한계점

- 페이지 로딩 방식으로 속도가 현저히 느림
- 디바이스의 한계에 따른 처리속도 현저히 느림
- 다양한 디바이스를 직접적으로 제어하지 못함
- 인터넷이 안될 때는 DB에 대한 제어 불가능

## 같이 보기
- 크로스 플랫폼
- 모바일 개발 프레임워크
- 웹 애플리케이션 서버